# 全日本シングルスソフトテニス選手権
全日本シングルスソフトテニス選手権大会は年に1回開催されるソフトテニスのシングルス日本一を決定する選手権大会。日本ソフトテニス連盟が主催。

## 概説
ソフトテニスはダブルスのみに特化したかたちで発展してきたが、アジア競技大会参加を目指し1980年代に活発化した国際普及の過程でシングルスの必要性が議論されるようになる。1992年にインドネシアで開催された第二回アジアソフトテニス選手権よりシングルスが導入された。国内においても1993年にプレ大会が開催され、翌年　正式にスタート。

### 歴史
戦前に明治神宮ルールが導入された際、全日本選手権（昭和2年）にもシングルスが取り入れたが昭和8年を最後に種目からはずされた。以降　学連主催大会等でのシングルス選手権は継続的に開催されていたものの日本連盟の主催大会としては1994年（平成6年）に全日本ソフトテニス選手権の１種目としてスタート。当初　ダブルスコートの半分のサイズを使うルールが採用されたが、国際ルールの変更にともない、2004年より現在のルール（硬式テニスのシングルスコートと同サイズ）に変更された。

### 開催地
開催地はブロック毎の持ち回り。

### 出場資格[2]
参加資格は下記の実績を有し、尚且つ技術等級SP以上、公認審判制度の有資格者。

#### シングルスでの実績
- 前年度大会ベスト16
- 全日本学生選手権ベスト16
- 東、西日本学生選手権ベスト8
- 前年度各ブロック選手権　ベスト4
- 前年度各ブロック学生選手権　ベスト4
- 前年度全日本ジュニア選手権、ジュニアジャパンカップ各カテゴリ　ベスト４
- 前年度都道府県対抗中学　ベスト4
- 前年度全日本小学生　ベスト4

#### ダブルスでの実績
- ダブルスランキング十位以内
- 全日本社会人一般ベスト8　３５歳ベスト4、45歳ベスト2
- 全日本学生選手権ベスト8
- インターハイベスト8
- 東西日本選手権　ベスト16　35歳　ベスト4、45歳　ベスト2
- 全国中学校選手権　ベスト4
- 各ブロック選手権　2ペア
- 開催都府県　６ペア以内
- 愛知、埼玉、神奈川、千葉、兵庫、静岡、東京、大阪、北海道、茨城　ベスト4
- 上記以外の府県2ペア
- 開催府県　8
- 開催府県の属するブロックの都府県　61
- 外国選手（日本連盟と所属国連盟の承認が必要）

### 備考
- しばしば国際大会の代表選抜戦（世界選手権、アジア選手権）を兼ねる場合がある